# Sappho sparganurus
El picaflor cometa, colibrí cometa o colibrí coludo rojo (Sappho sparganurus), es una especie de ave apodiforme de la familia Trochilidae (los colibríes), la única perteneciente al género monotípico Sappho. Es nativo de regiones andinas y aledañas del centro oeste de América del Sur.

## Distribución y hábitat

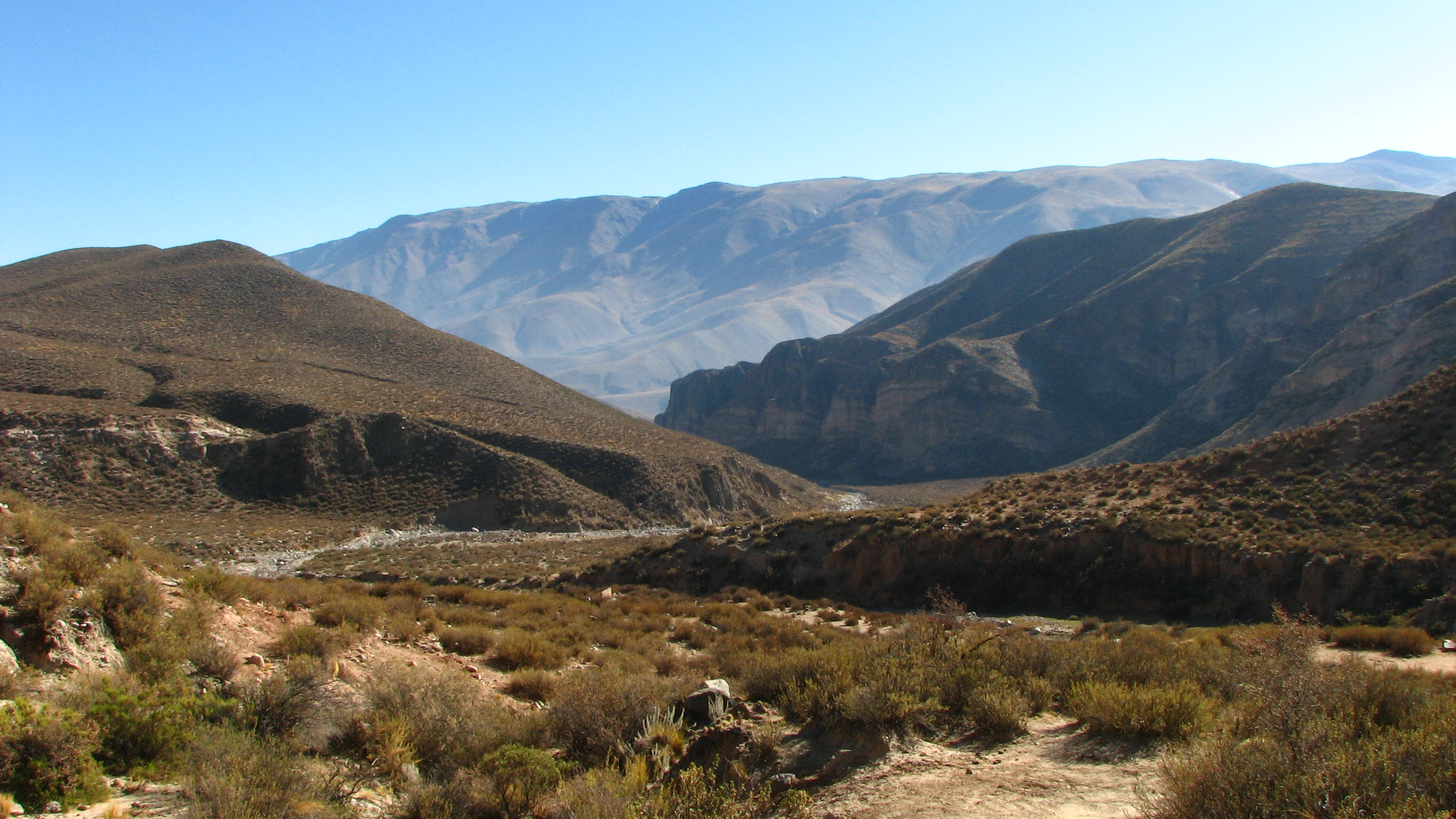
Parque provincial Cumbres Calchaquíes, en Tucumán, Argentina, ejemplo de hábitat de la especie.

Se distribuye por los valles intermontanos y la pendiente oriental de los Andes desde el noroeste de Bolivia (La Paz hasta Mendoza y norte de Neuqén en Argentina. También en regiones montañosas aisladas de Catamarca, San Luis y Córdoba. Algunos autores también lo localizan en Chile, en el Paso del Portillo, pero en realidad los registros corresponden a Mendoza, Argentina. Posiblemente como accidental también en zonas fronterizas del extremo sureste de Perú.
Esta especie es considerada bastante común en sus hábitats naturales: los matorrales áridos de montaña, incluyendo laderas bastante secas con árboles escasos y alguna cobertura arbustiva o herbácea, y en quebradas con densos aglomerados arbustivos o bosques caducifolios semiáridos, y bosques de Polylepis. Se adapta a los asentamientos humanos en zonas agrícolas y urbanas. En altitudes entre 2000 y 4200 m, pero fue registrado más bajo, hasta los 400 m.

## Descripción

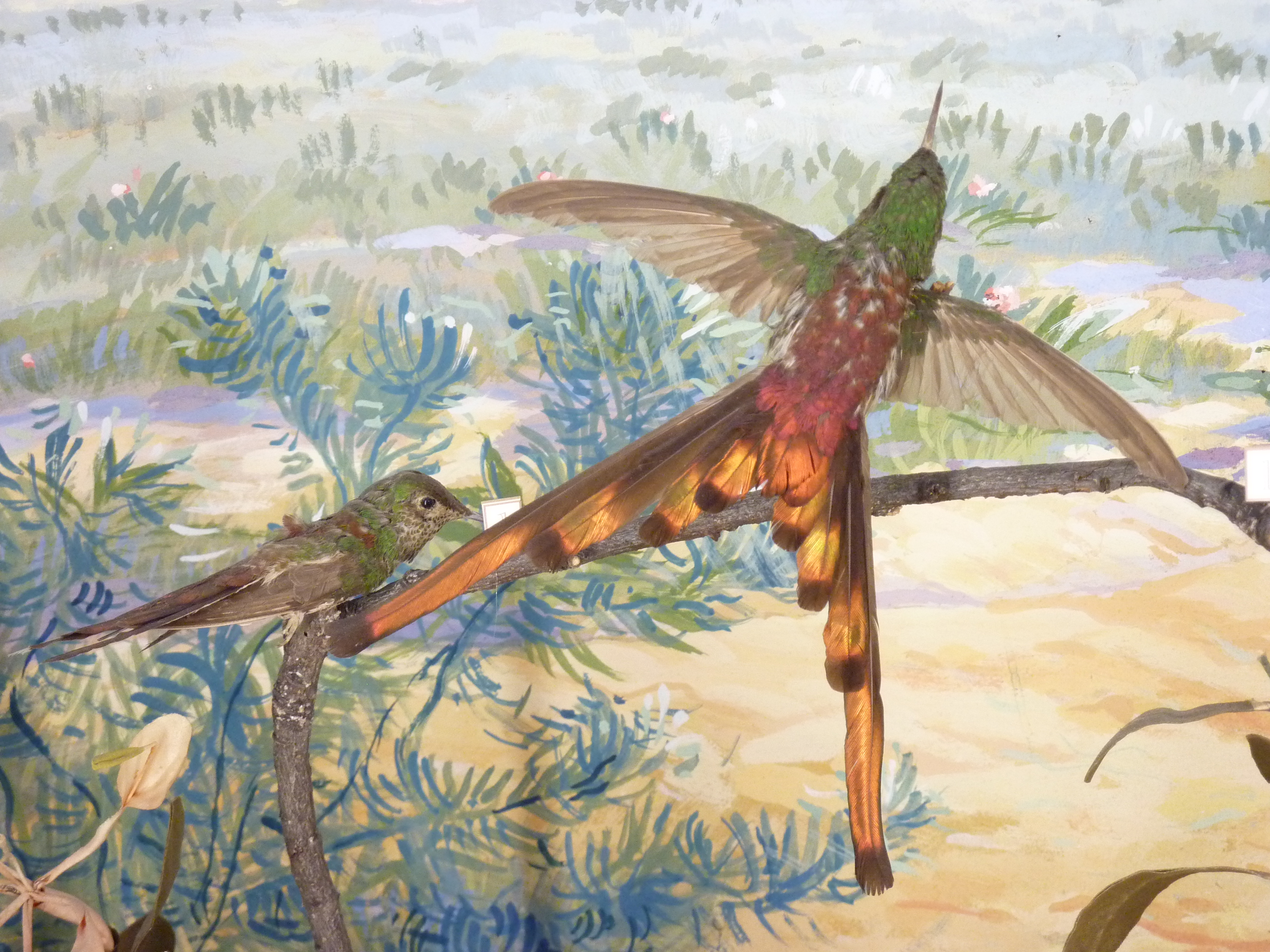
Macho y hembra de S. s. sappho en el Museo de Ginebra.

El macho presenta una cola larga, de 22 cm de longitud, espectacular, iridiscente, de color dorado rojizo. La cola de la hembra es más corta, de 15 cm, de color rojizo bronceado. La punta de las plumas de la cola son negruzcas. La nuca, los hombros y la parte superior del dorso son de color verde dorado; la grupa y la espalda son de color anaranjado a violeta. La parte superior del vientre y el pecho son verde esmeralda, que se hace muy brillante en la garganta. La parte inferior del vientre es opaca, de color verde bronceado.

## Comportamiento
Mientras está posado en una percha mantiene una postura erecta y menea la cola; cuando vuela la abre con frecuencia.

### Alimentación
Como otros colibríes, su dieta consiste del néctar de diversas flores, y también captura pequeños insectos en vuelo o a veces en las hojas.

### Reproducción
La reproducción ocurre entre los meses de septiembre y febrero, construye un nido expuesto y elaborado, colgante de ramas, helechos o raíces, en barrancas, salientes rocosas o grietas, en grutas, rocas o barrancas de tierra, o alambrados; a mediana y baja altura o altos. Tiene forma de tacita o cono invertido. Emplea en la construcción musgos, fibras vegetales, líquenes, lanas y materiales vegetales suaves interna y externamente, liados con telas de arañas. Deposita dos huevos blancos, elípticos, que miden en promedio 14 x 9 mm. El período de incubación es de 19 a 20 días. Los polluelos permanecen en el nido 31 a 32 días.

### Vocalización
El canto es descrito como un áspero y agudo «chechecheitchicheche...chechecheitchicheche». Su llamada es un castañeteo ronco.

## Nombres locales
En el idioma quechua local se conoce como Q'ori Kenti que significa «colibrí de oro».  

## Sistemática

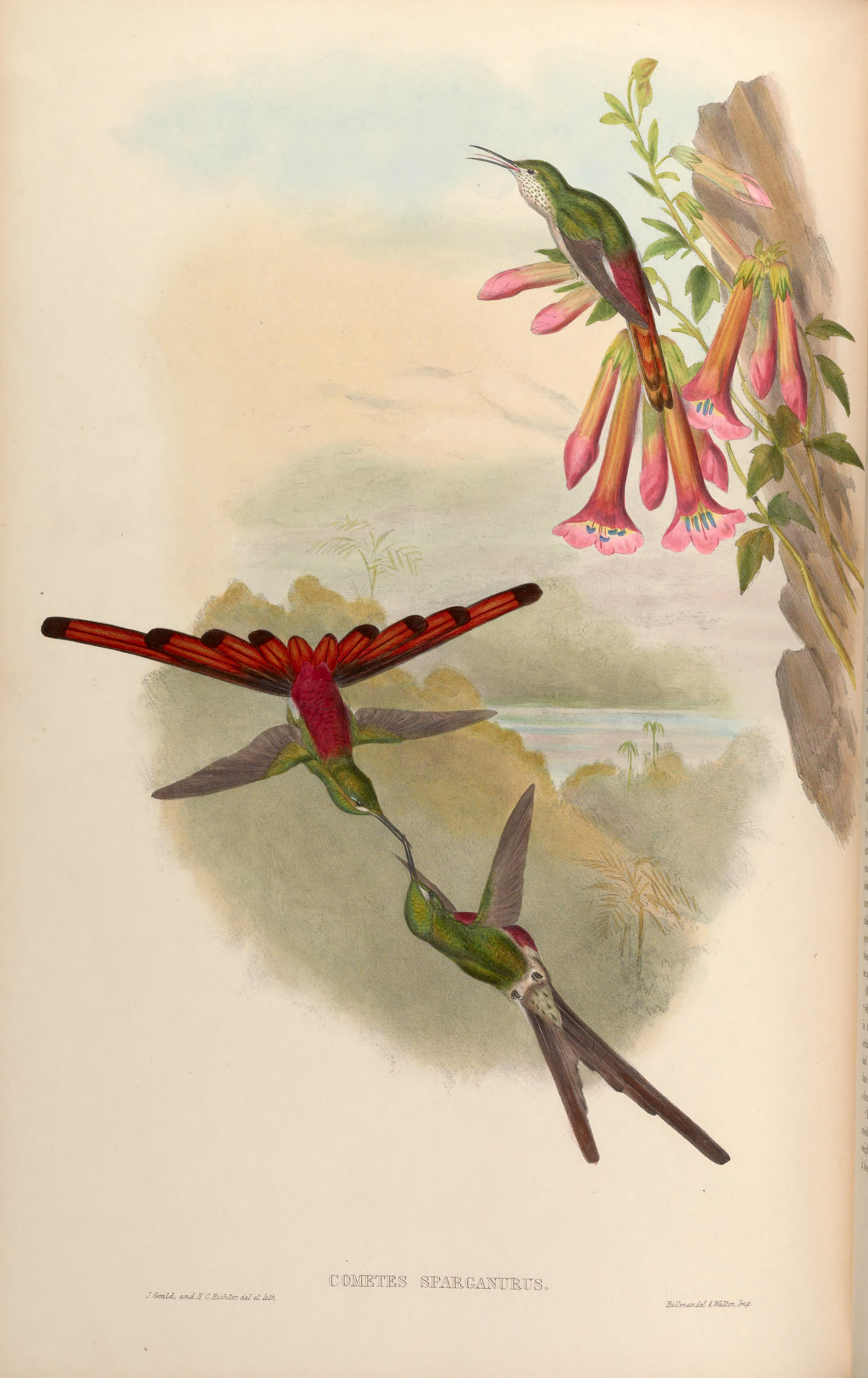
Cometes sparganurus ilustración de Gould y Richter en A monograph of the Trochilidae, or family of humming-birds 3, 1861.

### Descripción original
La especie S. sparganurus fue descrita por primera vez por el naturalista británico George Kearsley Shaw en 1812 bajo el nombre científico Trochilus sparganurus; su localidad tipo es: «Perú» enmendado posteriormente para «Bolivia».
El género Sappho fue propuesto por el zoólogo alemán Heinrich Gottlieb Ludwig Reichenbach en 1850, y la especie tipo designada subsecuentemente fue Trochilus sparganurus, la presente especie.

### Etimología
El nombre genérico femenino «Sappho» fue tomado del nombre específico Ornismya sappho Lesson, 1828 que por su vez proviene de Safo, una poetisa lírica de Lesbos, en la antigua Grecia; y el nombre de la especie «sparganurus», se compone de las palabras del griego «sparganon» que significa ‘pañales’, y «oura» que significa ‘cola’.

### Taxonomía
Los datos genéticos indican que Sappho es basal a un pequeño clado que incluye a Ramphomicron y Lesbia.

### Subespecies
Según las clasificaciones del Congreso Ornitológico Internacional (IOC) y Clements Checklist/eBird  se reconocen dos subespecies, con su correspondiente distribución geográfica:
- Sappho sparganurus sparganurus (Shaw), 1812 – norte y centro de Bolivia (se cree que puede llegar a un pequeño sector del sur de Perú). La cola del macho es roja con tornasoles rojizos y magenta.
- Sappho sparganurus sappho (Lesson, 1828 – desde el centro de Bolivia (Cochabamba) hacia el sur por el norte y oeste de Argentina (Sata y Jujuy hasta Neuquén), habiendo poblaciones numerosas en Córdoba y San Luis; su presencia en Chile es en extremo dudosa, y lo más probable es que los registros adjudicados a este país sean accidentales o confusiones con zonas aledañas en la provincia de Mendoza. La cola es naranja-rojiza con tornasoles naranja-amarillentos y verdosos.